# Малі Косичі
Малі Косичі (біл. Малыя Косічы) — село в Білорусі, у Берестейському районі Берестейської області. Орган місцевого самоврядування — Тельмінська сільська рада.

## Історія
У 1926 році мешканці села зверталися до польської влади з проханням відкрити в Малих Косичах українську школу.

## Населення
За переписом населення Білорусі 2009 року чисельність населення села становила 157 осіб.